# 穆姆普費弗盧山
47°32′29″N 7°55′52″E / 47.54132°N 7.93104°E

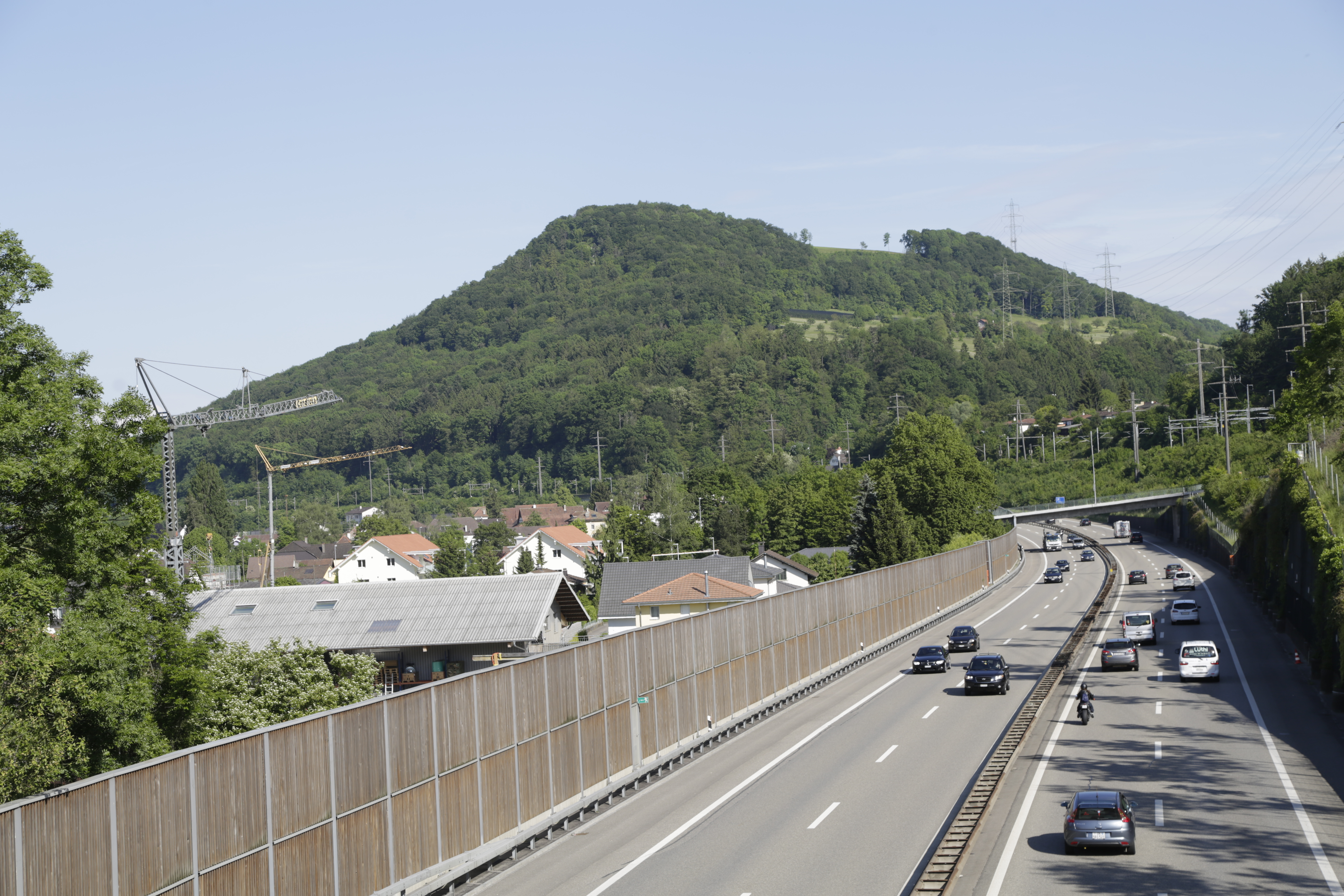

穆姆普費弗盧山（德語：Mumpferflue），是瑞士的山峰，位於該國北部阿爾高州，屬於汝拉山的一部分，處於蒙普夫、斯泰因和上蒙普夫接壤的邊界，海拔高度511米。